# Fergus Falls
Fergus Falls je město v Minnesotě ve Spojených státech amerických. K roku 2020 mělo 14 119 obyvatel. Je okresním městem okresu Otter Tail County.

## Poloha
Území města má rozlohu přibližně 40 čtverečních kilometrů. Městem protéká řeka Otter Tail River, jedna ze zdrojnic Severní Červené řeky.
Nejbližší větší město je Fargo v Severní Dakotě bezmála sto kilometrů na severozápad.

## Dějiny
Jméno města pochází z roku 1856, kdy místo navštívil trapper Joe Whitford a pojmenoval je k poctě svého zaměstnavatele Jamese Ferguse.
V roce 2017 vyšla o Fergus Falls reportáž v německém časopise Der Spiegel, který do města vyslal svého reportéra Claase Relotia, aby čtenářům zprostředkoval pohled do typické komunity, která pomohla Donaldu Trumpovi vyhrát v amerických prezidentských volbách v roce 2016. V příštím roce však vyšlo najevo, že reportáž byla plná výmyslů.